# Закони регулювання

Рис. Структурна схема стабілізуючої САР: μ — вплив регулятора на регулюючий орган (РО) за допомогою виконавчого механізму (ВМ); Δ — сигнал розузгодження, виділений на елементі порівняння (ЕП) і рівний векторній різниці між поточним (y_{т}) і заданим (y_{з}) значеннями регульованої величини.

Зако́ни регулюва́ння  (автоматика) — реалізуються регуляторами в системах автоматичного регулювання.

## Поняття
Законом регулювання називають залежність керуючого сигналу, що виробляється регулятором, від сигналу розбалансу у часі. Закон регулювання в загальному вигляді може бути записаний залежністю:
μ = kφ (Δ, t)
Закон регулювання формується за допомогою зворотних зв'язків. З урахуванням динамічних властивостей об'єкта керування він визначає вид і якість перехідного процесу в САР.
Інше визначення: Закон регулювання — залежність, згідно з якою сигнал {\displaystyle \varepsilon }, пропорційний похибці у системах стеження і системах програмного керування або відхиленню регульованої величини від заданого значення в стабілізації системах, перетвориться (у загальному випадку оператором) в керувальну дію {\displaystyle u}.

## Формування
Формування закону регулювання здійснюється відповідно до алгоритму перетворення сигналу, що проходить через регулятор (корегувальний пристрій) в напрямі вхід — вихід. У ряді випадків у формуванні закону регулювання беруть участь сигнали різних зворотних зв'язків; «жорстких», якщо сигнал пропорційний регулюючій дії, і «гнучких», якщо в оператора входять похідні.
У реальних системах закон регулювання виконується з певними обмеженнями, які визначаються областю нормальних режимів роботи об'єкта, регулятора або корегувальних пристроїв, елементів системи. У системах промислової автоматики найбільшого поширення набули такі закони регулювання:
1. Пропорційний  закон регулювання (П) {\displaystyle u=K_{1}\varepsilon } , реалізується статичним або П-регулятором з параметром налаштування;
2. Інтегральний закон регулювання (І) {\displaystyle K_{2}\int {\varepsilon \,}dt}, що реалізовується астатичним або І-регулятором з параметром налаштування {\displaystyle K_{2}};
3. Пропорційно-інтегральний закон регулювання (ПІ) {\displaystyle u=K_{1}\varepsilon +K_{2}\int {\varepsilon \,}dt=K_{1}(\varepsilon +{\frac {1}{T_{i}}}\int {\varepsilon \,}dt)}, реалізовується ізодромним або ПІ-регулятором з параметрами налаштування {\displaystyle K_{1}} та {\displaystyle T_{i}={\frac {K_{1}}{k_{2}}}}
4. Пропорційно-інтегрально-диференціальний закон регулювання (ПІД) {\displaystyle u=K_{1}\varepsilon +K_{2}\int {\varepsilon \,}dt+K_{3}{\frac {d\varepsilon }{dt}}=K_{1}(\varepsilon +{\frac {1}{T_{i}}}\int {\varepsilon \,}dt+T_{p}{\frac {d\varepsilon }{dt}})}, що реалізовується ізодромним регулятором з передуванням або ПІД-регулятором з параметрами налаштування {\displaystyle K_{1}}, {\displaystyle T_{i}={\frac {K_{1}}{K_{2}}}}, {\displaystyle T_{p}={\frac {K_{3}}{K_{1}}}}.
5. Пропорційно-диференціальний закон регулювання (ПД)

У зв'язку з тим, що для цілей керування широко застосовують цифрову обчислювальну техніку, на практиці використовують дискретні аналоги приведених вище законів регулювання.